# ʿAbbās II
ʿAbbās II (20 dicembre 1633 – 26 ottobre 1666) è stato Scià di Persia dal 1642 al 1666. Fu il settimo scià della dinastia dei Safavidi.
Era figlio di Safi e il suo nome prima dell'incoronazione, avvenuta il 15 maggio 1642, era Muḥammed Mīrzā.
A governare al posto dell'infante sovrano, fu per qualche tempo il Gran Visir Saru Taqi, il quale cercando di combattere la corruzione si creò molti nemici e venne assassinato l'11 ottobre 1645.
Il suo posto venne preso da Khalīfa Sulṭān, che rimase Gran Visir fino alla sua morte, avvenuta nel 1653 o 1654.
Intorno ai quindici anni ʿAbbās II prese in mano le redini del comando e, a differenza del padre, prese parte attivamente al governo. Il suo regno risultò relativamente pacifico. Nel 1648 respinse gli attacchi del Gran Mogol.
Morì vicino a Damghan il 26 ottobre 1666.